# Thieuloy-Saint-Antoine
Thieuloy-Saint-Antoine é uma comuna francesa na região administrativa de Altos da França, no departamento de Oise. Estende-se por uma área de 2,49 km². Em 2010 a comuna tinha 416 habitantes (densidade: 167,1 hab./km²).